# 아오모리 공항
아오모리 공항(일본어: 青森空港, あおもりくうこう)은 일본 아오모리현 아오모리시 서남부 오야치 구에 위치한 공항으로 아오모리시 중심부에서 남쪽으로 약 10km 정도 떨어진 해발 198m의 산 중턱에 위치한 혼슈 지방 최북단의 공항이다.

## 특징
국내선으로는 일본항공, 전일본공수, 후지드림 항공이 도쿄 하네다 국제공항, 오사카 이타미 공항, 간사이 국제공항, 나고야 비행장, 신치토세 공항, 고베 공항에서 취항하고 있으며 반대로 국제선은 대한항공이 인천국제공항에서, 에바 항공이 타오위안 국제공항에서 취항하고 있다.

## 운항 노선

### 국제선
| 항공사    | 목적지             |
| --------- | ------------------ |
| 대한항공  | 서울(인천)         |
| 에바 항공 | 타이페이(타오위안) |

### 국내선
| 항공사        | 목적지                                         |
| ------------- | ---------------------------------------------- |
| 일본항공      | 도쿄(하네다), 오사카(이타미), 삿포로(신치토세) |
| 전일본공수    | 삿포로(신치토세), 오사카(이타미)               |
| 후지드림 항공 | 고베, 나고야(고마키)                           |

## 같이 보기
- 일본의 공항